# Tiare 'apetahi
 (octobre 2024).
Si vous disposez d'ouvrages ou d'articles de référence ou si vous connaissez des sites web de qualité traitant du thème abordé ici, merci de compléter l'article en donnant les références utiles à sa vérifiabilité et en les liant à la section « Notes et références ».
Sclerotheca raiateensis
Espèce
Le Tiare 'apetahi (Sclerotheca raiateensis) est une espèce d'arbuste de la famille des Campanulaceae.
Elle est endémique de l'île de Ra'iātea en Polynésie française. Cette plante ne pousse que sur le plateau du mont Temehani. Toutes les tentatives de transplantation dans d'autres parties de l'île ou dans l'archipel des îles Sous-le-Vent ont échoué.
Ses fleurs sont lobéliacées avec une demi-corolle à cinq pétales : la fleur est en effet caractérisée par ces cinq pétales. Le Tiare 'apetahi est souvent utilisé comme emblème de l'île de Ra'iātea.

## Une plante protégée en voie de disparition
Le Tiare 'apetahi est en voie de disparition, victime des braconniers qui revendent cette fleur mais aussi de vandalisme. Notons qu'une simple cassure à l'apex d'un rameau (volontaire ou accidentelle lors de la cueillette des fleurs) entraîne la nécrose de l'ensemble du rameau (J-Y. Meyer, 1995). Classé parmi les espèces protégées en 1996, la cueillette d'un tiare 'apetahi ou de ses feuilles, la dégradation des rameaux, de la plante entière ou de son environnement, sont aujourd'hui passibles d'une amende d'un million de francs Pacifique et d'une peine de prison. En octobre 2008, seuls 5 plants subsistaient au Temehani (quelques plants seraient encore dans une réserve naturelle interdite au public).

## Légende
D'après la légende, une jeune femme, 'apetahi, serait montée sur le mont Temehani afin de se suicider après avoir découvert que son mari la trompait. Elle se serait coupée la main pour se vider de son sang, donnant ainsi naissance à la fleur de Tiare 'apetahi.
La légende accueille une belle histoire d'amour ordinaire, banale, mais se termine par une tragédie. Ce serait l'histoire de Tau et Tiaitau. Tau est originaire de Vaiaau, il est pêcheur mais aussi ce serait quelqu'un d'infidèle. Tiaitau est une très belle femme et qui, elle, contrairement à Tau, serait éprise d'amour fou, lui serait fidèle, elle ne vivait que pour lui. Voilà qu'un jour, il part à la pêche ; alors passent deux soirs, trois soirs, et Tiaitau s'inquiète de ne pas avoir de ses nouvelles. Elle décide de partir à sa recherche au mont Temehani, laissant derrière elle des traces de son passage, comme par exemple les suivants :
- alors qu'elle est fatiguée, elle s'assoit près d'un ruisseau pour assouvir sa soif et cet endroit a été nommé Vaipoopoo ;
- un peu plus loin sur son chemin, elle aperçoit au loin deux vallées qui furent nommées Te e'a Haamaa ;
- un peu plus loin encore, l'endroit d'où elle essaie d'épier Tau fut nommé Te Tua Fariu.

Du mont Temehani, elle surprend son homme qui la trompe ; alors, prise de chagrin, elle tente de se suicider. Elle se coupe l'avant-bras droit, qui tombe planté dans un trou et en se vidant de son sang. Elle dit ces quelques paroles : « Tau, tu m'as trahie. Je te laisse un signe de notre amour, cette fleur à la forme de ma main droite. Lorsque tu cueilleras la Tiare 'apetahi, tu me cueilleras moi. »
D'où le nom de cette fleur, 'apetahi veut dire regarder de côté. Tiaitau la nomme ainsi car c'est en épiant Tau qu'elle le surprend à être infidèle.